# Keeping an Eye on Father
Keeping an Eye on Father és una pel·lícula muda estatunidenca produïda per la companyia Éclair. Els actors principals van ser Alec B. Francis, Julia Stuart i Lamar Johnstone en la seva primera aparició com a actor. Va ser estrenada el 15 de febrer de 1912.

## Argument
Joshua Hamilton ja ha arribat a la seixantena però els seus fills temen que es torni a casar. Tot i que el vigilen contínuament diverses vegades l'han trobat en companyia d'una dona i ell viu turmentat per aquesta vigilància. Un dia rep una carta de la seva germana que viu a l'Oest i que els seus fills no han vist mai. En la carta li diu pensa venir a visitar-lo. Per tal de donar una lliçó als seus fills, li proposa d'anar-la a trobar i portar-la a casa fent veure que és la seva nova esposa. El pla funciona bé i els fills queden consternats. Cap d'ells vol acceptar la nova situació i fins i tot Mary, la filla que viu amb ell, marxa de casa. Però el pitjor arriba quan la germana de Joshua rep un telegrama del seu fill gran, anunciant que també arriba de visita. Josuè va a buscar l'home a l'estació i li proposa que faci veure que és l'amant de la seva suposada dona. El jove accedeix, i a l'arribar a casa abraça la seva mare. Els fills, en veure-ho corren a explicar-ho al seu pare. Ell simula estar molt enfadat, corre a casa, i s'enfronta a la parella al porxo. La germana i el seu fill fan veure que estan molt espantats, i els fills de Joshua gaudeixen de la situació. Llavors els tres conspiradors expliquen l'engany, els nois queden avergonyits i es restaura l'equilibri familiar.

## Repartiment
- Alec B. Francis (Joshua Hamilton)
- Julia Stuart (germana de Joshua)
- Guy Oliver (fill de Joshua)
- Rolinda Bainbridge (filla de Joshua)
- Lamar Johnstone (nebot de Joshua)